# Lucio Cornelio Scipione (console 259 a.C.)
Lucio Cornelio Scipione (fl. III secolo a.C.) è stato un politico romano che fu console e censore.

## Biografia
Era il figlio di Lucio Cornelio Scipione Barbato, console nel 298 a.C. e censore nel 280 a.C., e fratello di Gneo Cornelio Scipione Asina, console nel 260 a.C. e nel 254 a.C.
Come console nel 259 a.C., egli guidò la flotta romana nella conquista della città di Aleria e quindi della Corsica durante la prima guerra punica, ma fallì nel tentativo di occupare successivamente Olbia in Sardegna. I Fasti Triumphales registrano che gli fu tributato un trionfo, ma altre due iscrizioni relative alla sua carriera, tra cui il suo elogio funebre, non ne fanno menzione. L'anno seguente fu eletto censore con Gaio Duilio.
Successivamente dedicò un tempio alle Tempestates, presso Porta Capena.
Fonte principale sulla sua opera è l'elogium riportato sulla sua lapide tombale:
(Adatt. della traduzione di G. Pontiggia e M.C. Grandi, Letteratura latina. Storia e testi, Principato.)